# Придніпровський (регіональний ландшафтний парк)

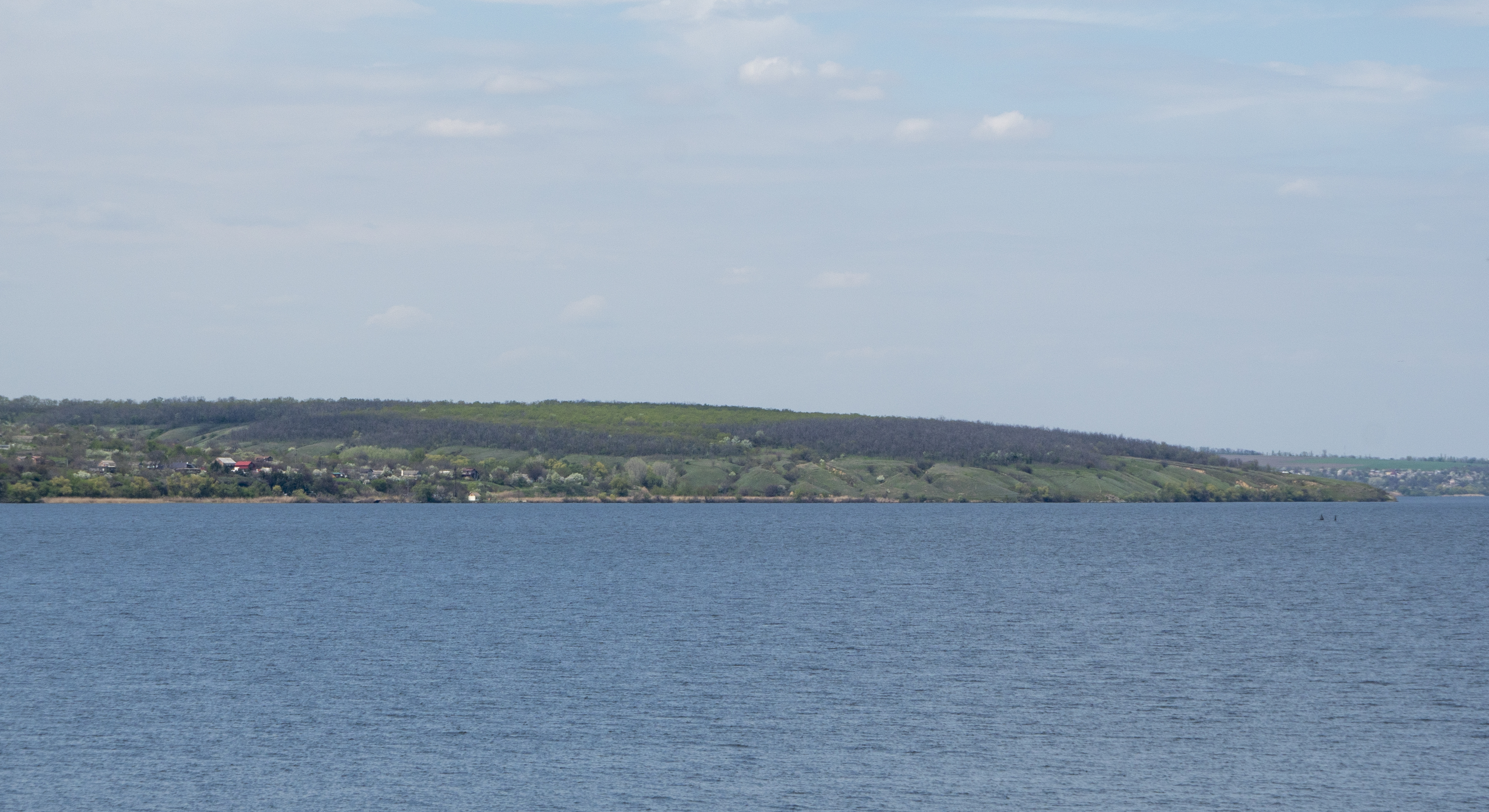

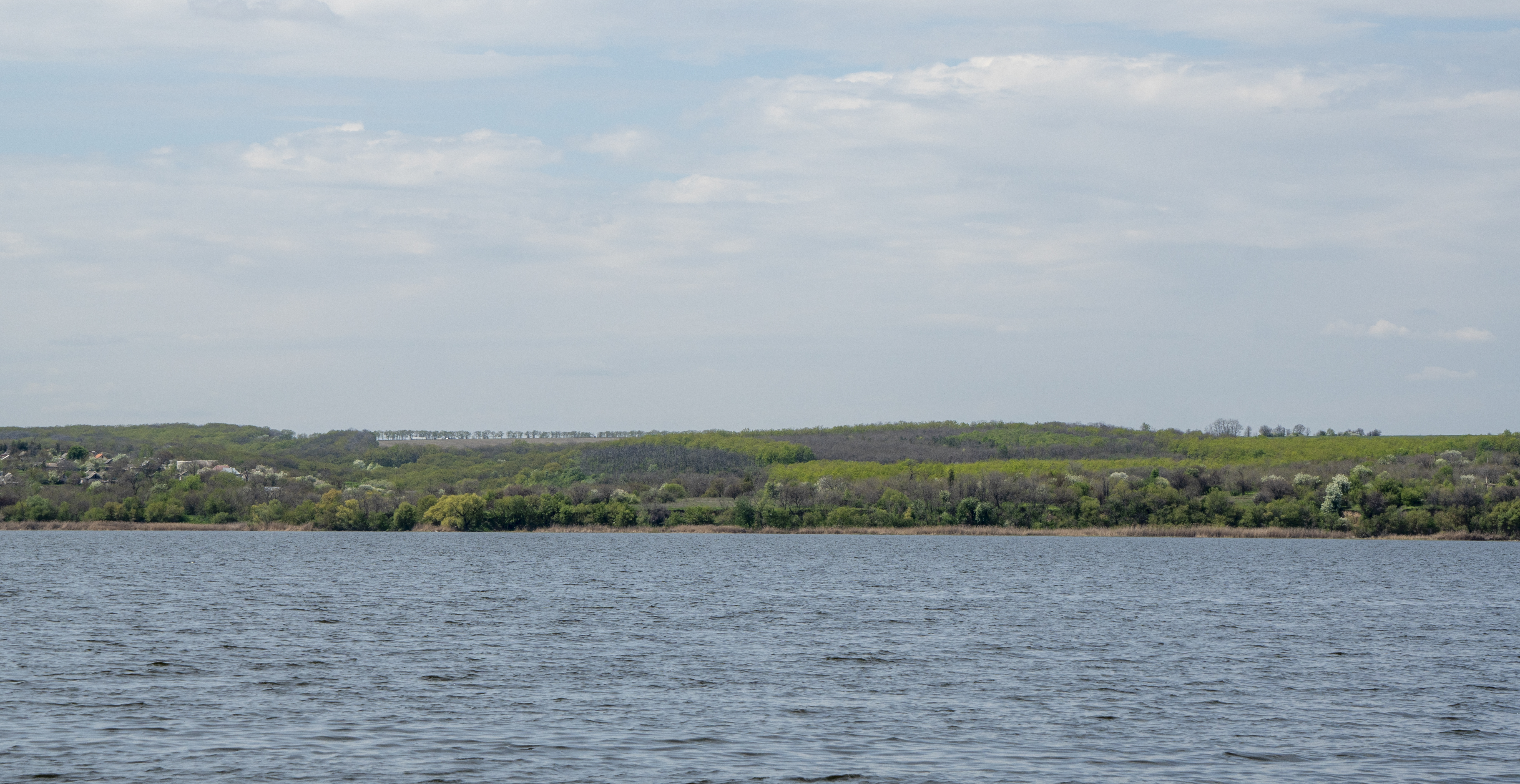

Придніпро́вський — регіональний ландшафтний парк місцевого значення в Україні. Об'єкт природно-заповідного фонду Дніпропетровської області. Розташований у Солонянському районі Дніпропетровської області.  
Площа — 4917,9 га. Створено 25 вересня 2008 році. Перебуває у віданні: Дніпропетровський держлісгосп, Солонянська райдержадміністрація, Микільське лісництво.

## Географічне розташування
Вся порожиста частина Дніпра, і зокрема цінні ділянки, які потребують заповідання, включає тільки на Дніпропетровщині землі трьох районів — Дніпропетровського, Синельниківського і Солонянського (а далі природний комплекс Порогів продовжується в Запорізькій області аж до Хортиці). Діючий ландшафтний парк включає цінні природні ділянки лише в межах Солонянського району. 
В адміністративно-територіальному відношенні землі парку належать до трьох сільських рад: Микільської, Башмачанської та Військової. 
Основу земельного фонду території парку становлять землі сільськогосподарського призначення (переважно пасовища і сіножаті), державного лісового фонду (переважно байрачні та штучні листяні ліси), а також прилегла до берегів парку акваторія Дніпровського водосховища та його заток. Весь парк розташований на правому березі Дніпра, і нині заповідний статус отримали прибережні краєвиди та ландшафти навпроти 4 колишніх порогів. Серед них і найбільший та найвідоміший з усіх дніпрових порогів — Ненаситець, або Поріг-Дід, а також його «Онук» — Вовнизький поріг. Північна межа парка по Дніпру проходить біля Дзвонецького порогу, а південна — нижче Будильського порога, або Будила. 
Ландшафтну основу парку становлять 15 балкових систем, які є притоками Дніпра першого порядку, а також безпосередньо береговий високий макросхил Дніпра, порізаний ярами. Важливою складовою парку є затоки Дніпровського водосховища, які утворились унаслідок підтоплення гирлових ділянок крупних балок.

## Рельєф
Територія регіонального ландшафтного парку, як і вся Порожиста частина Дніпра, розташована в межах Українського кристалічного щита. Колись на території нинішнього парку траплялися своєрідні й унікальні форми рельєфу, які сформувалися внаслідок прорізування Дніпром кам'яного ложа. До затоплення порогів тут головними рельєфоутворюючими елементами були самі пороги (перетинали все русло) та забори (між скелями залишалися проходи), а також окремі високі скелі та велетенські камені, якими всіяне було русло Дніпра та його береги. Вони майже повністю затоплені або понівечені кар'єрами. 
Так само майже не збереглися і корінні та алювіальні острови (ті, що залишилися, розташовані за межами ландшафтного парку). 
Нинішнє обличчя парку формують самі береги Дніпра — здебільшого круті й високі, подекуди зі скелястими ділянками, а в інших місцях — із суглинистими урвищами, дуже рідко з піщаними пляжами. Від Дніпра тягнуться у степ численні й розгалужені балки (їх на території парку понад 80). У гирлах крупних балок утворилися затоки. Річкові тераси в цій частині Дніпра майже не розвинені. Вододіли між балками являють собою типові рівнинні плакори, зайняті полями й лісосмугами, а їхні верхівки вінчають «шапки» древніх могил-курганів. Найвища точка рельєфу — Могила Майорова (173 м. над рівнем моря), що височіє серед поля біля північніної околиці парку.